# Пеллью, Понолл, 2-й виконт Эксмут
Поунолл Бастард Пеллью, 2-й виконт Эксмут (англ. Pownoll Bastard Pellew, 2nd Viscount Exmouth; 1 июля 1786 — 3 декабря 1833) — английский пэр и офицер Королевского флота.

## Биография
Родился 1 июля 1786 года. Старший сын Эдварда Пеллью, 1-го виконта Эксмута (1757—1833), и его жены Сьюзан Пеллью (урожденной Фроуд) (1756—1837). Как и его отец, и его младший брат Флитвуд Пеллью, он служил в Королевском флоте и достиг звания капитана почтового отделения в 1806 году. Он не добился больших успехов на флоте, несмотря на влияние своего отца.
Вначале Поунолл Пеллью служил мичманом в 1798 году под началом своего отца, сэра Эдварда Пеллью, на 74-пушечном линейном корабле Impétueux. В то время его отец описывал его как «умного и быстрого, но ленивого и неуправляемого». Это было сразу после мятежей в Спитхеде и Норе, и команда корабля все еще была беспокойной. Мятеж был подавлен, а участники были преданы военному суду и повешены на рее или выпороты вокруг флота в Порт-Маоне.
Поунолл был произведен в лейтенанты задолго до того, как отслужил обязательные семь лет в море, так как его отец имел значительное влияние. Благосклонность парламента обеспечила Поуноллу повышение до командира в очень раннем возрасте 17 лет. Его первым командованием был 18-пушечный корабль Fly в Вест-Индии под командованием адмирала Дакреса. Fly погиб на рифе в 1805 году, хотя команда была спасена. Пеллью предстал перед обязательным военным судом за потерю своего корабля и был признан невиновным в халатности. Он воссоединился со своим отцом, теперь в Мадрасе. Адмирал Пеллью к этому времени был главнокомандующим флотом в Ост-Индии. Поунолл был немедленно назначен исполняющим обязанности капитана фрегата «Сэр Фрэнсис Дрейк» и получил звание «Терпсихора» после того, как его отец повысил его в звании в 1806 году.
Отец и сын разбогатели на призовых деньгах, которые можно было выиграть в Ост-Индии. После первой женитьбы в 1808 году Пеллью вернулся в Англию и начал строить новую семейную резиденцию Кэнонтин в графстве Девон. Он не остался на флоте, но занялся политикой, занимая пост члена Палаты общин от Лонсестона (1812—1830). Дружба его отца с герцогом Нортумберлендом сыграла важную роль в получении им этого места.
Его отец стал бароном Эксмутом в 1814 году и виконтом Эксмутом в 1816 году. Когда он умер в январе 1833 года, Поунолл Пеллью стал 2-м виконтом Эксмутом. Этот титул он занимал всего одиннадцать месяцев. Он умер в возрасте 47 лет, и ему наследовал его старший сын Эдвард Пеллью.
Он похоронен в церкви Кристоу с памятником Томаса Гаффина.

## Браки и дети
1 октября 1808 года он женился первым браком на Элизе Гарриет Барлоу (1789—1833), старшей дочери сэра Джорджа Барлоу, 1-го баронета, губернатора Мадраса, но они были разведены актом парламента в 1820 году. У супругов было два сына и одна дочь:
- Эдвард Пеллью, 3-й виконт Эксмут (14 февраля 1811 — 11 февраля 1876), старший сын и преемник отца.
- Достопочтенный Перси Тейлор Пеллью (15 апреля 1814 — 31 декабря 1848), офицер Мадрасской кавалерии.
- Достопочтенная Джулиана Сара Пеллью (16 июня 1816 — 31 августа 1891).

15 апреля 1822 года он женился вторым браком на Джорджине Джанет Дик (ок. 1800 — 15 февраля 1870), старшей дочери эсквайра Мунго Дика. У супругов было три сына и две дочери:
- Достопочтенный Поунолл Флитвуд Пеллью (26 июля 1823 — 25 декабря 1851), лейтенант Королевского флота.
- Кэролайн Эмма Пеллью (24 февраля 1825 — 2 марта 1832)
- дочь (род. сентябрь 1827 и умерла в младенчестве)
- Достопочтенный Флитвуд Джон Пеллью (6 ноября 1830 — 2 августа 1866), отец 4-го виконта Эксмута.
- Достопочтенный Баррингтон Рейнольдс Пеллью (18 апреля 1833 — 6 декабря 1858), майор 2-го батальона стрелковой бригады.